# Tower Petroleum Building
La Tower Petroleum Building (también conocido como The Tower Building) es un histórico rascacielos art déco ubicado en 1907 Elm Street en el Distrito del City Center District del Downtown de la ciudad de Dallas, en el estado de Texas (Estados Unidos). La torre, una propiedad que contribuye en el Distrito Histórico del Centro de Dallas y el Distrito Histórico de Harwood Street, presenta un estilo Zig-zag Moderne y fue diseñada por el arquitecto Mark Lemmon. 

## Diseño
La Tower Petroleum Building presenta motivos Zig-zag Moderne, uno de los pocos edificios que quedan en el centro de Dallas que presenta tales diseños. La fachada del edificio está revestida de piedra caliza y tiene paneles de enjutas verdes entre las ventanas. Los pisos superiores del edificio se alejan dos veces del eje del edificio comenzando con un retroceso de tres pisos desde el piso 19. En el piso 22, la parte superior retrocede nuevamente y esta sección tiene 2 pisos de altura. Estos contratiempos ocurren en tres lados del edificio.

## Historia
La Tower Petroleum Building está ubicado en el distrito histórico de entretenimiento de la ciudad, Theater Row; el adyacente Majestic Theatre es el único teatro sobreviviente. En un momento, el Tower Theatre estaba ubicado detrás del edificio y el vestíbulo de ese teatro estaba ubicado dentro del edificio de oficinas. En 1951, la Corrigan Tower se construyó sobre y alrededor del Tower Theatre. El FBI tuvo oficinas en el piso 12 del edificio Tower Petroleum desde 1937 hasta 1943.
En junio de 2007, el Ayuntamiento de Dallas aprobó un plan de 15 millones de dólares de un desarrollador local para renovar y convertir la Tower Petroleum Building en un hotel de gran altura de lujo.